# Catocala pallida
Catocala pallida är en fjärilsart som beskrevs av Barnes och Mcdunnough. Catocala pallida ingår i släktet Catocala och familjen nattflyn. Inga underarter finns listade i Catalogue of Life.